# James Spensley
James Richardson Spensley (Stoke Newington, 17 maggio 1867 – Magonza, 10 novembre 1915) è stato un calciatore, allenatore di calcio, educatore e arbitro di calcio inglese.
Fu anche uno scrittore e filosofo delle religioni.
Il suo nome è entrato nella storia perché fu uno dei principali promotori del gioco del calcio e dei primi gruppi scout in Italia.

## Biografia
Figlio di William Spensley, pastore evangelico, e di Elizabeth Alice Richardson, nacque a Stoke Newington, quartiere di Londra. Aveva due sorelle, Alice e Dorothy.

### L'attività di medico e il suo trasferimento in Italia
Spensley sbarcò come medico di bordo da una nave inglese nel porto di Genova nel 1896, quando nel capoluogo ligure era presente una folta colonia inglese, dovuta all'accresciuta importanza dello scalo portuale genovese dopo l'apertura del Canale di Suez. Grande appassionato di calcio, in patria si era cimentato come portiere in una piccola squadra della sua città. Gli inglesi, peraltro, benché vivessero lontani dalla loro patria, continuavano ad esercitare gli sport a loro cari, come il cricket, e spesso si riunivano per esercitarli.
L'attività sportiva degli anglosassoni veniva vista in maniera strana dagli italiani, per i quali lo sport di squadra non era propriamente un passatempo usuale, ma molti di loro non disdegnavano di imparare e praticare questi sport.

### Il calcio

#### Spensley e il Genoa

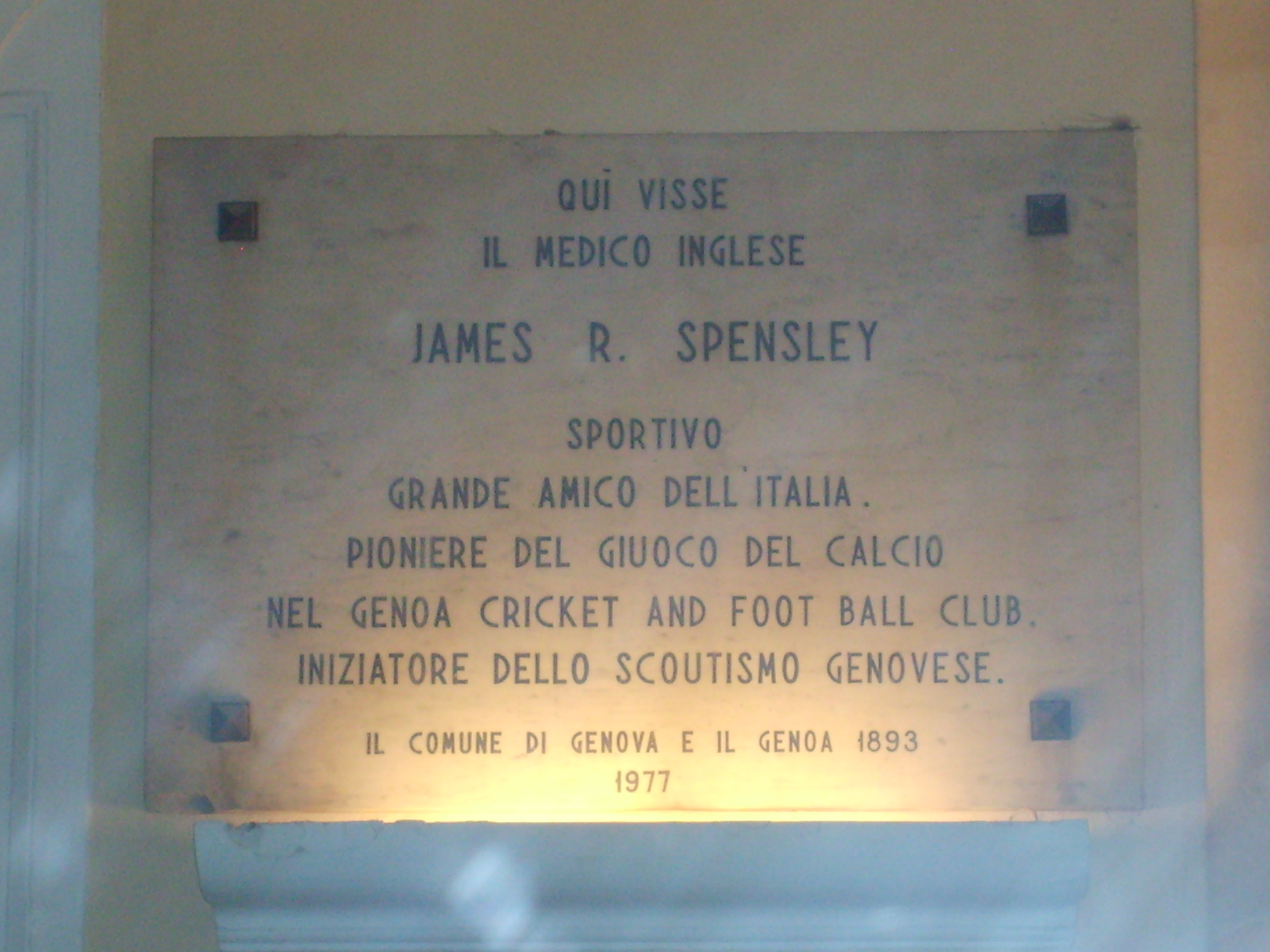
Targa in onore di Spensley apposta presso il civico n. 9 di piazza Campetto, ove visse durante il suo soggiorno genovese

Prima della venuta di Spensley, il Genoa disputava le sue partite su un campo messo a disposizione da due industriali scozzesi, la Piazza d'Armi del Campasso, e le gare si svolgevano tra soci o contro squadre improvvisate di marinai inglesi o ginnasti dell'Andrea Doria. Entrato nel club genoano, vista la sua capacità organizzativa, fu nominato capitano della squadra di calcio.
Spensley fu anche uno tra i promotori che organizzarono la prima sfida di calcio tra rappresentanti di diverse città italiane. Questa sfida si tenne il 6 gennaio del 1898 tra il Genoa e una squadra mista di giocatori dell'Internazionale Torino e della Torinese, che vinse la partita, e divenne per Spensley e altri l'occasione per gettare le basi sulla possibilità di unire, come in Inghilterra, tutte le squadre di calcio italiane in un'unica entità, che sarà poi la FIGC.

#### Spensley e l'apertura agli italiani
Altro merito di Spensley fu la proposta, poi accettata nel 1897, di far entrare all'interno del Club anche soci italiani. Per la precisione la comunità svizzera, all'epoca numerosissima a Genova, aveva tempo prima già avuto questo permesso; quindi all'interno del sodalizio erano già presenti soci italo-svizzeri, come i fratelli Pasteur (Enrico Pasteur e Edoardo Pasteur), nati però a Genova.

#### Spensley e il primo campionato italiano
Nella partita di finale valevole per l'assegnazione del primo titolo italiano di campionato, poi aggiudicato al Genoa, Spensley giocò nel doppio ruolo di difensore/portiere, poiché dopo l'infortunio dell'estremo Baird il medico inglese prese il suo posto tra i pali.
L'anno seguente Spensley, che aveva ormai spostato l'attenzione del Club sul calcio, propose il cambiamento del nome sociale da Genoa Cricket & Athletics Club in Genoa Cricket and Football Club.

#### Rappresentativa italiana
Benché inglese, il 30 aprile 1899 giocò a Torino, presso il Velodromo Umberto I, l'incontro amichevole della Selezione Italiana contro la Selezione Svizzera, terminato due a zero a favore degli elvetici.

#### L'attività calcistica negli ultimi anni
Il medico inglese prese parte a molte partite come portiere e difensore centrale fino al 1906, all'età di 40 anni, con la squadra da lui fondata; le cronache dell'epoca riferiscono che non fu un atleta particolarmente dotato tecnicamente, anche se è pensabile che, all'epoca, certe qualità non fossero enfatizzate come sarebbe accaduto solo pochi decenni dopo. Non si sottrasse, tuttavia, all'impegno morale di coordinatore del Settore Calcio, guidando e dirigendo la squadra dal suo arrivo in società fino al 1903 e nuovamente nel 1907. Nel 1904 guidò la seconda squadra rossoblù alla vittoria del primo campionato di Seconda Categoria.
Con i rossoblù vinse i campionati del 1898, 1899, del 1900, del 1902, del 1903 e del 1904, tutti da titolare pressoché inamovibile.
Inoltre nel novembre del 1908 allenò l'Andrea Doria.

#### Arbitro
Spensley fu anche uno stimato arbitro di calcio, dirigendo partite del campionato italiano sino alla sua partenza per il fronte. Tra le partite da lui dirette si può ricordare la finale della Seconda Categoria 1904, giocata tra le riserve del suo Genoa (che tra l'altro allenava) e quelle della Juventus.

### Spensley e lo scautismo italiano
Mentre era in Inghilterra, Spensley aveva conosciuto Robert Baden-Powell, fondatore dello scautismo, e ne aveva anche avuto in dono una copia autografata del libro Scouting for Boys. Nel 1910 l'associazione genovese Juventus Juvat, detta anche le Gioiose, fondata da Mario Mazza, decise di avvicinarsi alle prime esperienze scout italiane nate da poco a Bagni di Lucca per opera di Sir Francis Vane.
Lo stesso Vane suggerì a Mazza di contattare Spensley e venne a Genova per una conferenza il 13 novembre 1910. In seguito a questa conferenza, due giorni dopo, Mazza e Spensley costituirono la sezione genovese dei Ragazzi Esploratori Italiani (REI).
Presidente fu nominato il conte Ottavio Reghini, mentre Mazza fu eletto Segretario di Sezione. Spensley divenne Commissario Delegato per la Liguria.
Già verso la fine del 1911, però, sorsero contrasti fra il Mazza ed il Reghini. Mazza uscì dal REI e ricostituì le Gioiose.
Anche Spensley uscì dal REI con un gruppo di esploratori che, in alcune occasioni, fecero attività assieme alle Gioiose.
In quegli anni ebbe diversi scambi epistolari con un altro padre dello scautismo italiano, Carlo Colombo. Fra i due c'era molta stima e convergenza di vedute sul movimento.

### Morte
Come un altro personaggio legato alla storia del Genoa, Luigi Ferraris, morì durante la prima guerra mondiale.
Spensley era stato ferito sul campo di battaglia durante lo svolgimento delle sue mansioni mediche: si racconta, infatti, che Spensley stesse portando soccorso ad un nemico ferito. Fatto prigioniero, in quanto ufficiale venne portato nella fortezza di Magonza, in Germania, dove morì in seguito alle ferite.
La fortezza di Magonza fu distrutta durante i bombardamenti della seconda guerra mondiale e per molti anni si era pensato che le spoglie del medico inglese fossero andate perdute, anche perché il quotidiano Il Secolo XIX aveva erroneamente riportato la notizia della caduta di Spensley nelle trincee di Gallipoli, in Turchia, depistando le ricerche per più di novant'anni.
Tuttavia, dopo alcuni anni di ricerche condotte da Franco Savelli, la sua tomba è stata scoperta nell'agosto 1993, a cento anni dalla fondazione del Genoa, nel cimitero militare britannico di Niederzwehren, vicino a Kassel in Germania, da due tifosi del Genoa, lo stesso Franco Savelli (scout del CNGEI) e Mario Riggio (scout dell'AGESCI).

## Attività
Spensley, uomo di grande cultura, era un grande appassionato e praticante di diversi sport, fra cui pugilato e il nascente calcio. Appassionato di religioni orientali, conosceva - oltre alle lingue europee - il sanscrito ed il greco; quale medico di bordo aveva avuto possibilità di viaggiare all'estero e di apprendere lingue, usi e costumi di varie località del mondo.
Era anche corrispondente del quotidiano inglese Daily Mail.
Da grande filantropo qual era, durante la sua permanenza a Genova si dedicò al sostentamento dei trovatelli e degli orfani di strada.

## Palmarès

### Calciatore

#### Club

##### Competizioni nazionali
- Campionato italiano: 6

Genoa: 1898, 1899, 1900, 1902, 1903, 1904

### Allenatore

#### Club

##### Competizioni nazionali
- Campionato italiano: 5

Genoa: 1898, 1899, 1900, 1902, 1903
- Seconda Categoria: 1

Genoa II: 1904